# 以色列郵政

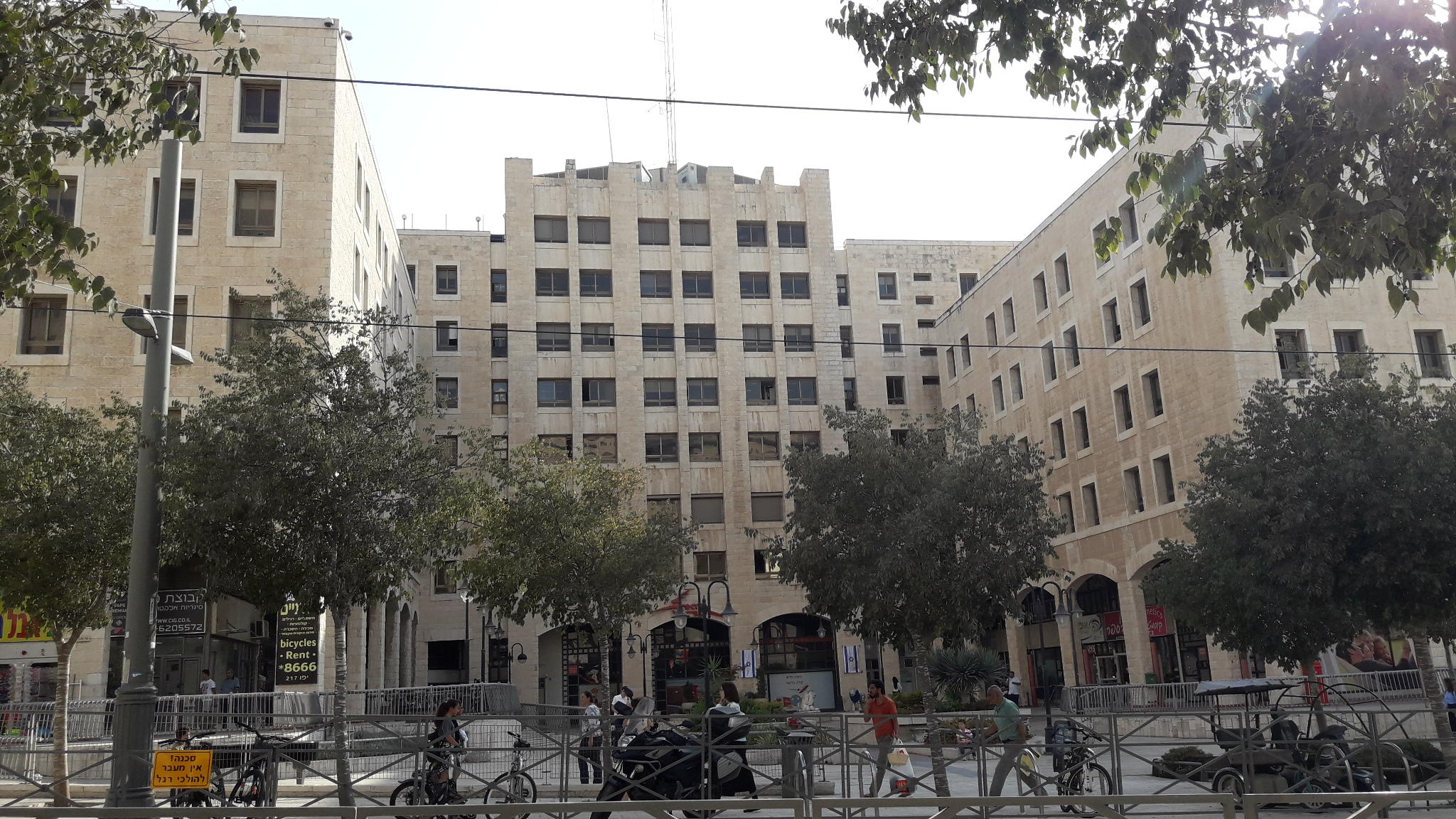
以色列邮政管理局 - 耶路撒冷

以色列郵政公司（希伯來語：‎，羅馬化：Do'ar Yisra'el），又稱以色列郵政，是一家由以色列政府所有的郵政企業。以色列郵政擁有約5,000名員工，在以色列全國有約700個網點，每天處理約250萬份郵件。2002年，以色列郵政決定進行重大改革。以色列郵政公司於2006年開始運營。
以色列郵政每年都收到來自世界各地數千封給上帝的信。這些信都集中在中央郵局，並在節日時放在西牆的石頭之間。以色列郵政雖然也收到給耶穌基督、聖母瑪利亞和大衛王的信，但只有給上帝的信才會送到西牆。

## 外部連結
- （英文） Official Website（页面存档备份，存于）